# Dangyangyu-Brennofen
Der Dangyangyu-Brennofen (chinesisch 当阳峪窑, Pinyin Dāngyángyù yáo, englisch Dangyangyu kiln) war ein bedeutender nichtstaatlicher Porzellan-Brennofen in der Zeit der Nördlichen Song-Dynastie. Er befindet sich im Kreis Xiuwu der chinesischen Provinz Henan und wird auch Xiuwu-Brennofen (修武窑) genannt.
Nach Li Huibing von der Chinesischen Forschungsgesellschaft für alte Keramik kann der Brennofen mit berühmten Brennöfen wie dem Ru, Jun oder Ding auf die gleiche Stufe gestellt werden.
Die Stätte des Dangyangyu-Brennofens (当阳峪窑址,  Dāngyángyù yáozhǐ, englisch Dangyangyu kiln site) steht seit 2006 auf der Liste der Denkmäler der Volksrepublik China.

### Nachschlagewerke
- Zhongguo da baike quanshu: Kaoguxue (Archäologie). Beijing: Zhongguo da baike quanshu chubanshe, 1986 (Online-Text)